# Burg Manslagt

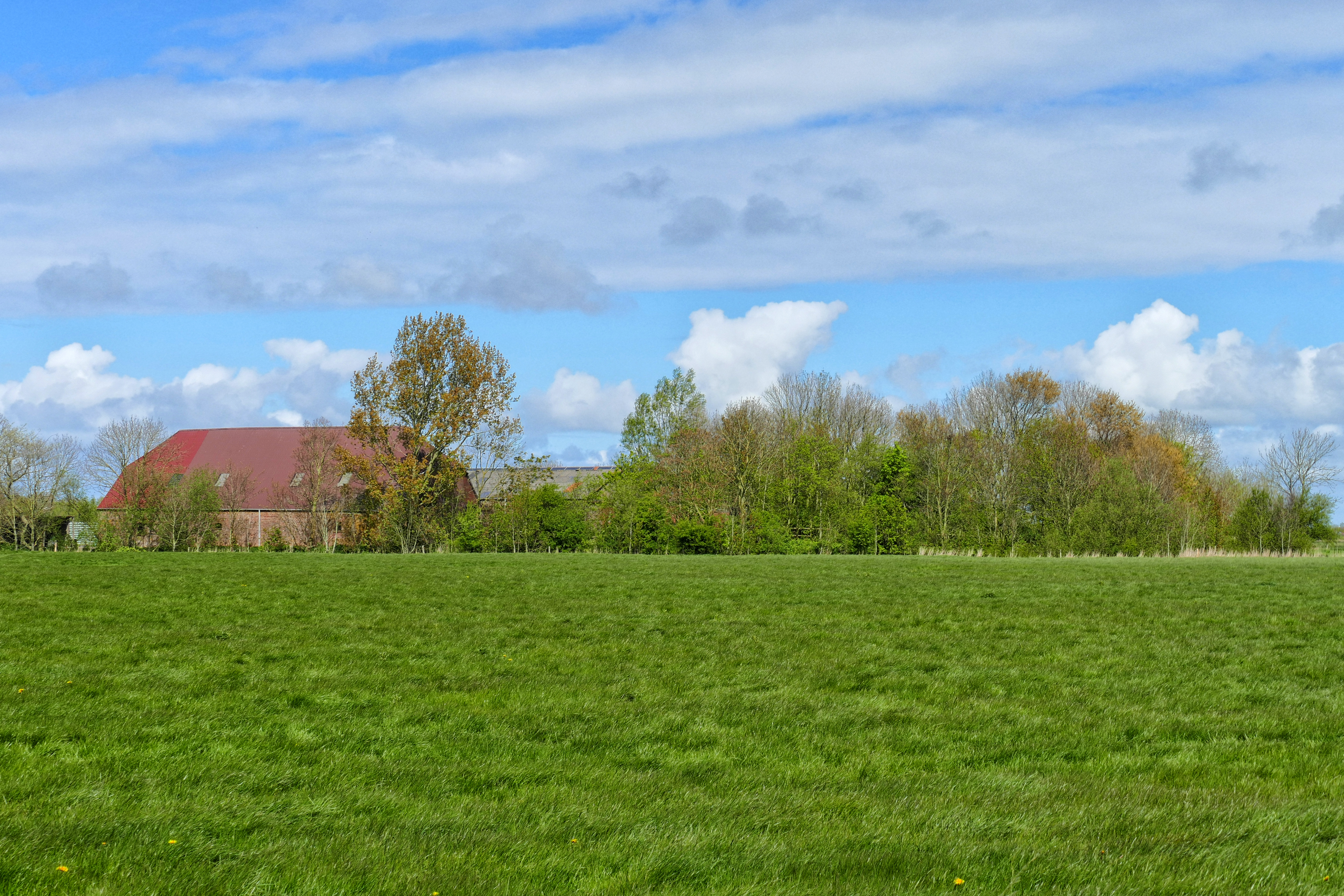
Wurt Groß Horenburg

Die Burg Manslagt ist ein abgegangener ostfriesischer Häuptlingssitz vermutlich westlich des Ortes Manslagt in der ostfriesischen Gemeinde Krummhörn im Landkreis Aurich.
Manslagt besaß keine eigenständige Häuptlingsfamilie. Auf der Burg saßen Angehörige der Familie der Beninga. Bekannt ist, dass in der 2. Hälfte des 14. Jahrhunderts Häuptling Affo Beninga († 1402) über Pilsum und Manslagt regierte. Seine Erbtochter Gela brachte Manslagt in ihre Ehe mit Enno Cirksena ein. Dieser wurde 1430 zum Feldherrn des Freiheitsbundes der Sieben Ostfrieslande im Krieg gegen Focko Ukena ernannt. Über Tochter Gelas und Ennos gingen Burg und Herrschaft an Sibet Attena den Älteren († 1433), der in Dornum seinen Sitz hatte. Sein Sohn Sibet der Jüngere erhielt vom ostfriesischen Graf Ulrich I. (Ostfriesland) Esens und Stedesdorf. Als Ausgleich musste er diesem Burg und Dorf Manslagt übergeben, das somit an die ostfriesische Landesherrschaft fiel.

## Lokalisierung
Die Burgstelle ist bisher noch nicht sicher lokalisiert. Wahrscheinlich ist sie mit der heutigen Wurt Groß Horenburg zu identifizieren. Dies beruht auf den Angaben von Eggerik Beninga, einem Geschichtsschreiber des 16. Jahrhunderts. Demnach soll die Burg in einiger Entfernung westlich des Dorfes am alten Deich gelegen haben. Diese Beschreibung trifft auf Groß Horenburg zu, wo nordwestlich von ihr 1969 noch ein alter Deichrest zu erkennen war. Hajo van Lengen vermutet die Burg hingegen südwestlich der Kirche und damit inmitten des Dorfes. Als Indiz dient ihm aber lediglich der Straßenname „An der Alten Burg“.